# 3819 Robinson
3819 Robinson este un asteroid din centura principală, descoperit pe 12 ianuarie 1983 de Brian Skiff.